# 2825 Crosby
2825 Crosby (1938 SD1) là một tiểu hành tinh vành đai chính được phát hiện ngày 19 tháng 9 năm 1938 bởi Jackson, C. ở Johannesburg (UO).